# Fernán Mirás

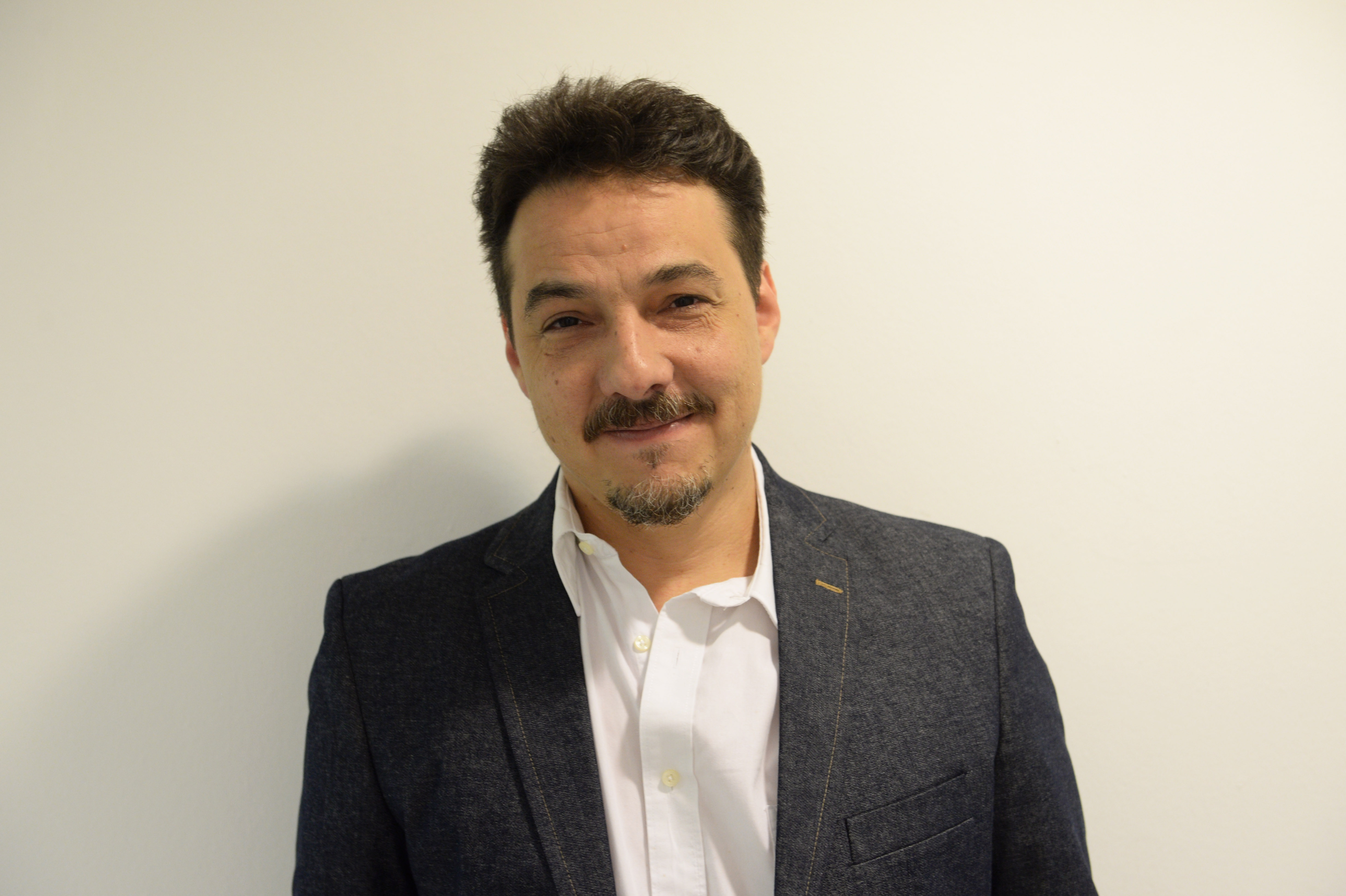
Fernán Mirás (2015)

Fernán Gonzalo Mirás (* 17. Juli 1969 in Buenos Aires) ist ein argentinischer Filmschauspieler.

## Leben
1989 debütierte er im Theaterstück El Protagonista. Seit 2014 ist er Mitglied der Underground-Fernsehserie Widows and Sons of Rock & Roll mit Damian de Santo und Paola Barrientos.
2011 und 2012 wurde er beim argentinischen Filmpreis Premio Sur in der Kategorie bester Nebendarsteller für die Filme Juan y Eva und Días de Vinilo nominiert.
Mirás ist seit dem Jahr 2000 verheiratet und hat zwei Kinder.

## Filmografie
- 1988: La Amiga – Die Freundin (La amiga)
- 1993: Tango Feroz
- 1993: Copyright
- 1995: Wild Horses
- 1996: Buenos Aires Vice Versa
- 1996: Carlos Monzon El Segundo Juicio
- 1997: Mar de amores
- 1998: Buenos Aires me mata
- 1999: Night of the Coyote
- 2002: Ein Glückstag
- 2008: Love by Accident
- 2009: Una cita, una fiesta y un gato negro
- 2011: Juan and Eva
- 2011: Real Truths. The Life of Estela
- 2012: Der deutsche Freund
- 2012: Vinyl Days
- 2013: I Thought It Was a Party
- 2017: El peso de la ley
- 2018: The Last Man: On the Face of the Earth
- 2018: El Potro
- 2018: Recreo
- 2018: Re loca
- 2021: Paartherapie mal anders (Terapia alternativa, Fernsehserie)